# Gdzie są moje dzieci?
Gdzie są moje dzieci? (ang. Where are my Children) – amerykański film obyczajowy z 1994 roku w reżyserii George'a Kaczendera. Wyprodukowany przez Andrea Baynes Productions i Warner Bros. Television.

## Opis fabuły
Akcja filmu rozgrywa się w roku 1962. Samotna matka, Vanessa (Marg Helgenberger), zostaje skazana na trzy miesiące więzienia. Na ten czas jej dziećmi ma się opiekować sąsiadka. Po wyjściu z zakładu karnego Vanessa odkrywa, że dzieci zniknęły. Zdesperowana matka natychmiast rozpoczyna poszukiwania.

## Obsada
- Marg Helgenberger jako Vanessa Meyer Vernon Scott
- Chris Noth jako Cliff Vernon
- Cynthia Martells jako Terry Hill
- Jerry Hardin jako T.K. Macready
- Angela Paton jako Ellie McNeil
- Bonnie Bartlett jako sędzia Carol Jean Woods
- Corbin Bernsen jako Tom Scott
- Gregg Almquist jako Toby Groot

i inni